# Pjatnitsa
Pjatnitsa (russisk: Пятница) er en russisk spillefilm fra 2016 af Jevgenij Sjeljakin.

## Medvirkende
- Danila Kozlovskij som Mikhail Bondar
- Sergej Burunov som Igor Strizjevskij
- Anton Sjagin som Vitalij Belov
- Katerina Sjpitsa som Vera
- Pavel Derevjanko som Gennadij Antonov